# Grímsnes og Grafningur
Grímsnes og Grafningur (is. Grímsnes- og Grafningshreppur) è un comune islandese della regione di Suðurland.